# HD169268
HD169268 — хімічно пекулярна зоря спектрального класу F3, що має видиму зоряну величину в смузі V приблизно  6,4.
Вона  розташована на відстані близько 216,0 світлових років від Сонця.